# Браћа Миладинови
Браћа Миладинов, Димитар (Струга, 1810 — Истанбул, 23. јануар 1862) и Константин (Струга, 1830 — Истанбул, 18. јануар 1862) били су македонско-бугарски пјесници и фолкористи, кључне фигуре националног препорода у Северној Македонији и Бугарској средином 19. вијека.

## Породица Миладинов
Димитар и Константин Миладинов рођени су у породици струшког грнчара Ристе Миладинова и његове жене Султане. То је била бројна породица с осморо деце, од тога шест синова: Димитриј, Тане, Наум, Мате, Апостол и Константин и двије кћери: Ана и Крста.

## Биографија

#### Школовање
Димитар је од 1829. школован у Јањини и Манастиру св. Наума у Охриду, тако да је 1830. постао учитељ у Охриду. Остала браћа су основно школовање завршила у Струги, а гимназију у Јањини (Грчка). Средњи брат Наум Миладинов (1817 — 1895) полазио је Духовну академију на патријаршијском универзитету Халки у Истанбулу, гдје је дипломирао на одсјеку за музику и граматику. Наум је 1843. написао музички уџбеник, први такве врсте у Македонији. Пуно је помогао браћи у скупљању грађе за Зборник јер је записивао и ноте.
Најмлађи брат Костантин дипломирао је 1852. године на Филозофском факултету у Атени, на одеку за грчку филологију.

#### Педагошки рад
С дипломама школованих учитеља, браћа су се вратила у свој родни крај и почела радити као учитељи. Радећи у школи у Охриду Димитар се сусрео с познатим руским славистом Виктором Григоровичем. Тај сусрет био је пресудан за њега, јер га је потакао да скупља народне пјесме и обичаје македонског народа. Недуго иза тог Димитар је уз помоћ браће почео прикупљати грађу за будући Зборник пјесама и народних обичаја.
У то време Македонија је била под влашћу Османског царства и не само што је народ трпи о слугански положај у односу на владајуће исламско становништво, већ је у духовном погледу био подвргнут хеленизацији преко црквених власти које су биле потчињене цариградском патријарху, а он је био Грк.
Димитар Миладинов је био панславистички оријентисан и желео је да се у тадашњу наставу уведе словенски језик (славјански језик тј. македонско-бугарски, језик тога краја) уместо грчког, због тог је врло брзо дошао у сукоб са малобројним гркофилима у Битољу, особито с митрополитом Милетосом. Због тога је напустио Битолу и отишао радити у оближње село Трново међу Влахе. Путовао је по Аустро-Угарској (Војводина) и упознао се с идејама илиризма, за које се одмах ватрено загријао и прихватио их као своје.
По повратку у родну Стругу 1856, Димитар одлучује послати млађег брата Константина на студиј славенске филологије у Москву, на тамошњи Царски универзитет. Понијевши скупљени материјал за будући Зборник, Константин је уз студиј, радио на припреми прикупљеног материјала за објављивање. У то време се и сам прихватио пера и почео писати поезију, и поред тога што није написао пуно (свега 15 пјесама), његова поезија заузима грандиозно место у македонској лирици, због једне пјесме - Т'га за југ која је постала синоним за Северној Македонију. Та песма је преведена на 42 језика у седамдесетак препева. Тешка руска зима и слабо материјално стање Константина, узроковале су да оболи од тад неизљечиве болести - туберкулозе 1859. У Москви није успио ни у намјери да објави свој дуго припремани - Зборник народних умотворина, понајвише због великог отпора православних црквених кругова, који се нису хтјели замјерити - Цариградској патријаршији.
Због тог је у јуну 1860. напустио Москву не завршивши студије, и кренуо на пут кући преко Беча. Ту се сусрео са бискупом Строссмаyером, с којим је имао контакте још у Москви јер га је информирао о својим настојањима да објави свој Зборник. Јосип Јурај Строссмаyер прихватио је идеју да он финансира издавање зборника и послао Константина у Загреб, гдје се његов Зборник требало да се одштампа.

#### Бугарске народне пјесме
Зборник народних песма и обичаја браће Миладинов одштампан је 24. јуна 1861. у штампарији Анте Јакића из Загреба под насловом - Бугарске народне пјесме, сакупљене од браће Миладинов. По новосадском српском књижевном часопису "Бугарин Миладинов" је био скупљач. То је на крају испала књига од 584 народних пјесама из Македоније и 76 из Бугарске (које је му је уступио бугарски фолклорист Василије Чолаков да попуне слог). У речничком додатку налазио се и први дио македонско - хрватског речника што га је Миладинов био спреман објавити у целости (2000 речи), али је одустао због величине Зборника.
Зборник је изазвао велик одјек у славистичким круговима, као и у европској културној јавности.
Константин је, сретан због испуњења животног сна, средином јула 1861. напустио Загреб и кренуо за родну Стругу. Успут се задржао у Београду, гдје је сазнао да му брат Димитар лежи већ преко пола године у турском затвору. И тако је умјесто за Стругу кренуо пут Цариграда, гдје је су и њега ухапсили под оптужбом да је шпијун. Под никад разјашњеним околностима браћа Миладинов су умрла у цариградском затвору 1862. године.
- - Македонска наука не употребљава назив - Бугарске народне пјесме, сакупљене од браће Миладинов, већ само Зборник браће Миладинов.

## Смрт
Половином 1861. године Константин је напустио Загреб и отпутовао за Београд, где је сазнао да му је брат Димитар допао цариградске тамнице. Затим је отпутовао за Цариград, где су га Турци ухапсили и под оптужбом да је шпијун, бацили у тамницу. Браћа Константин и Димитар Миладинови умрли су 1862. године у Цариграду, под неразјашњеним околностима. Наводно су били отровани, јер је заузимањем Штросмајера код Порте, било издејствовано да буду ослобођени.

## Поезија Константина Миладинова
Константин Миладинов је писао поезију инспирисану социјалним и националним мотивима. Следи списак дела објављених за његова живота:
- „Бисера“, „Б'лгарски книжици“, година I, 1858, кн. 15.
- „Желание“, „Б'лгарски книжици“, година I, 1858, кн. 15.
- „Голапче“, „Б'лгарски книжици“, година I, 1858, кн. 15.
- „Шупељка“, „Б'лгарски книжици“, година I, 1858, кн. 15.
- „Не- не пијан“, „Б'лгарски книжици“, година I, 1858, кн. 15.
- „Клетва“, „Б'лгарски книжици“, година I, 1858, кн. 15.
- „Скрсти“, „Б'лгарски книжици“, година I, 1858, кн. 19.
- „Грк и Бугарин“, „Б'лгарски книжици“, година I, 1858, кн. 24.
- „Побратимство“, „Б'лгарски книжици“, година II, 1859, кн. 22.
- „Думание“, „Б'лгарски книжици“, година II, 1859, кн. 22.
- „Сираче“, „Братски труд“, 1860, кн. 1.
- „На сонцето“, „Братски труд“, 1860, кн. 1.
- „Еѓуптин делија“, „Братски труд“, 1860, кн. 3.
- „На чужина“, „Дунавски лебед“, година I, 1860, бр. 20.
- „Т'га за југ“, „Дунавски лебед“, година I, 1860, бр. 20.